# Horní Odra
Horní Odra este o arie protejată (arie specială de conservare — SAC, sit de importanță comunitară — SCI) din Republica Cehă întinsă pe o suprafață de 17,23 ha, integral pe uscat.

## Localizare
Centrul sitului Horní Odra este situat la coordonatele 49°43′05″N 17°44′52″E / 49.718056°N 17.747778°E.

## Înființare
Situl Horní Odra a fost declarat sit de importanță comunitară în aprilie 2005 pentru a proteja 1 specie de animale. Situl a fost protejat și ca arie specială de conservare în iulie 2019.

## Biodiversitate
Situată în ecoregiunea continentală, aria protejată nu include niciun habitat protejat.
La baza desemnării sitului se află o specie protejată de  pești: zglăvoacă (Cottus gobio).